# Ministère de la Planification et de la Coopération externe
Le ministère de la Planification et de la Coopération externe (MPCE) est un ministère du gouvernement haïtien créé en 1989. 
Il est chargé d'analyser les données, de concevoir et de mettre en place les différents plans nationaux de développement économique.